# Bougainvillea spectabilis
Bougainvillea spectabilis (Willd., 1799) è una pianta della famiglia Nyctaginaceae, originaria del Brasile.

## Descrizione
È una pianta perenne, rampicante, con spine. Essa arriva a misurare 12 metri di altezza e 7 metri di larghezza.
È una specie con moltissimi ibridi, opera del uomo, infatti esistono ibridi di colore bianco, rosso, rosa, giallo, arancione e molti altri.

### Fiori e brattee
I tre fiori si formano nelle punte dei rami, avvolti da tre brattee. Possono essere dai più variati colori, come detto nel paragrafo precedente. La fioritura comincia quando occorrono cambiamenti bruschi di temperatura, rispettivamente il passaggio inverno-primavera-estate.

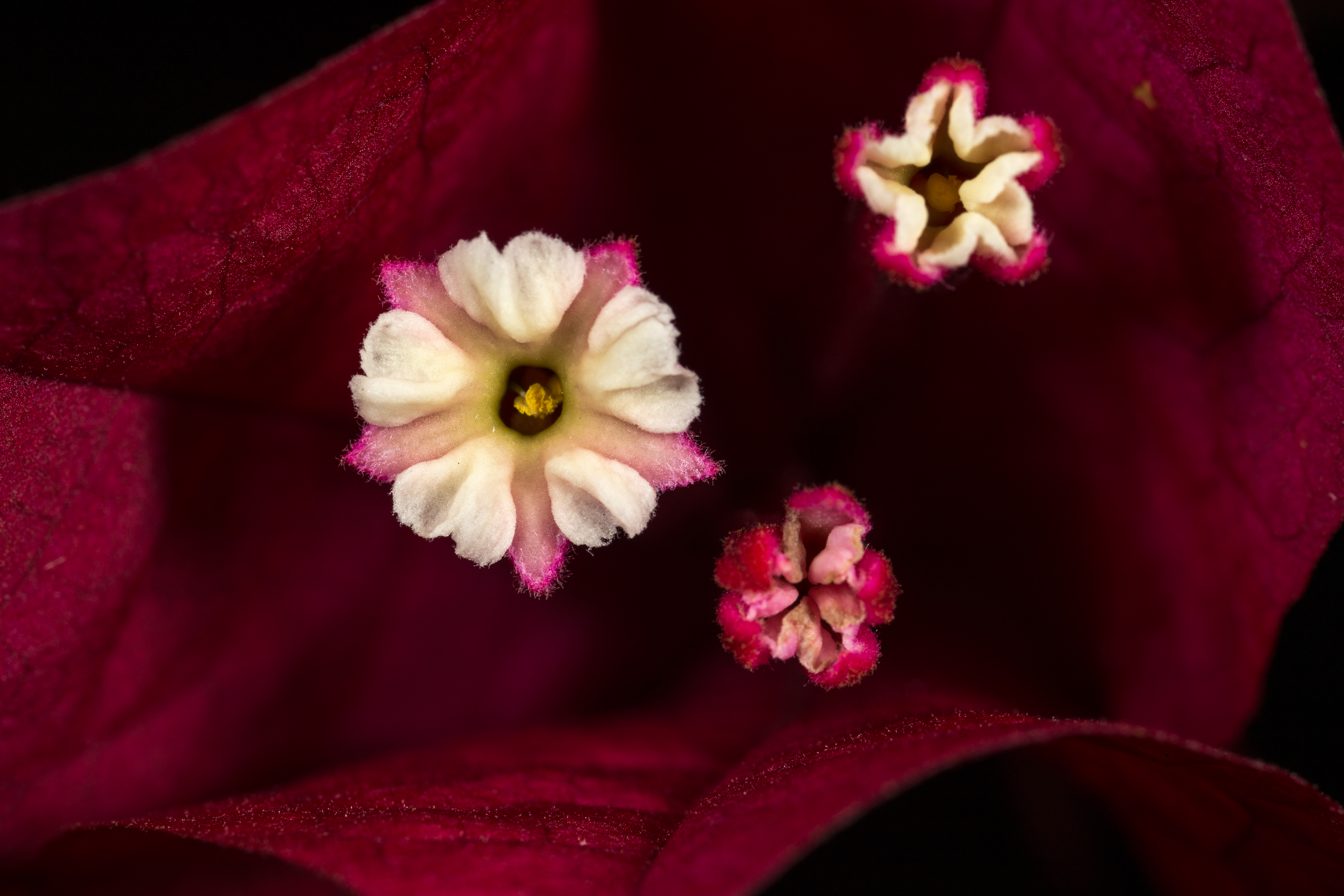
I veri fiori della bougainvillea sono piccoli e bianchi, ma sono comunemente chiamati fiori le brattee.

### Foglie

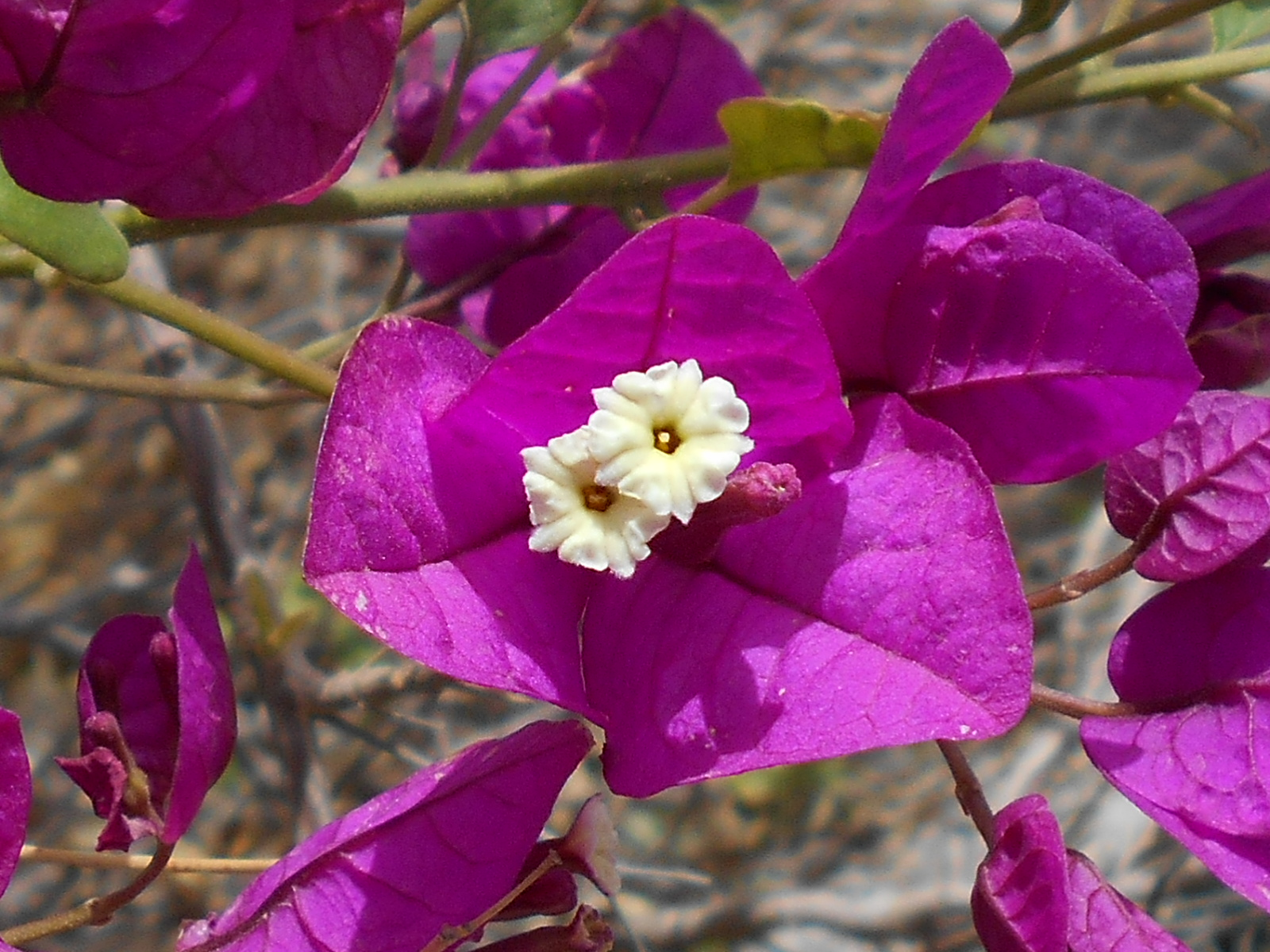
Fiori e brattee di bougainvillea spectabilis.

Foglie ovali e opposte l'una dall'altra. Trifogliate.

## Coltivazione
B. spectabilis ha gli stessi parametri di coltivazione delle altre bougainville. Comunque, la temperatura ideale si aggira intorno ai 20 gradi centigradi. La sua velocità di crescita è molto rapida (ancora di più nei tropici). Si adatta bene alla coltivazione in forma di bonsai.

### Avversità
B. spectabilis è abbastanza rustica nei confronti di molti parassiti, può però essere preda di attacchi da parte degli afidi.